# 克里斯托弗·怀利
克里斯托弗·怀利（Christopher Wylie，1989年6月19日—）是涉及影响选民在2016年美国大选中投票给唐纳德·特朗普的数据分析公司剑桥分析公司的前研究总监。
2018年，怀利向《卫报》曝光了剑桥分析公司进行幕后操作的文件，成为一名吹哨人。这些文件的主要内容是剑桥分析公司涉嫌未经许可获取了约5000万名 Facebook 用户的个人数据，并运用这些个人数据，基于数据挖掘得出的心理和人格特征为2016年美国总统选举制定有针对性的政治活动。
2018年3月27日，怀利到英国议会数字、文化、媒体及体育委员会作证，并对剑桥分析及其关联公司的业务做进一步的爆料。
怀利的曝光引发了大西洋两岸政府的调查，以及长期以来对个人隐私保护的担忧。  

## 生平
怀利的父母是凯文·怀利博士（Dr. Kevin Wylie）和琼·卡罗瑟斯博士（Dr. Joan Carruthers），两人都是物理学家。怀利在加拿大不列颠哥伦比亚省的维多利亚长大，在6岁时曾遭一名精神不稳定的人士虐待，校方试图掩盖这件丑闻。因此，怀利和他的父亲在2000年与学区的官司中获得了29万加拿大元的和解金。在童年时期，怀利被诊断患有阅读障碍和多动症。
怀利于16岁时辍学离开高中，17岁时为加拿大的反对党领袖葉禮庭工作。怀利于19岁时自学编程，20岁开始在伦敦政治经济学院学习法律。

## 个人生活
怀利自称是一名男同性恋者和素食主义者。